# Nino Ullmann
Nino Ullmann ist ein professioneller deutscher Pokerspieler. Er gewann 2022 ein Bracelet bei der World Series of Poker.

## Pokerkarriere
Ullmann stammt aus Berlin. Er spielt auf den Onlinepoker-Plattformen PokerStars und GGPoker unter dem Nickname CPUrul0r.
Seine erste Geldplatzierung bei einem Live-Pokerturnier erzielte Ullmann Ende August 2014 bei der European Poker Tour in Barcelona. Anfang Juni 2016 gewann er beim Merit Poker Retro Cup im nordzyprischen Kyrenia sein erstes Live-Turnier und erhielt aufgrund eines Deals eine Auszahlung von mehr als 30.000 US-Dollar. Im Juni 2019 war der Berliner erstmals bei der World Series of Poker (WSOP) im Rio All-Suite Hotel and Casino in Paradise am Las Vegas Strip erfolgreich und kam während der Turnierserie bei fünf Turnieren der Variante No Limit Hold’em in die Geldränge. Im November 2019 erzielte er drei Geldplatzierungen bei den partypoker Millions World Bahamas in Nassau und sicherte sich insbesondere aufgrund seines Sieges im Abschlussevent Preisgelder von über 100.000 US-Dollar. Beim Main Event der Aussie Millions Poker Championship in Melbourne erreichte Ullmann Ende Januar 2020 den Finaltisch und beendete das Turnier auf dem mit knapp 500.000 Australischen Dollar dotierten vierten Rang. Bei der 2020 und 2021 ausgespielten World Series of Poker Online erzielte er auf GGPoker insgesamt 12 Geldplatzierungen. Bei der WSOP 2022, die erstmals im Bally’s Las Vegas und Paris Las Vegas ausgespielt wurde, entschied der Berliner ein Event in 6-Handed No Limit Hold’em für sich und erhielt den Hauptpreis von knapp 600.000 US-Dollar sowie ein Bracelet.
Insgesamt hat sich Ullmann mit Poker bei Live-Turnieren knapp 1,5 Millionen US-Dollar erspielt.